# De Hoeksteen (Hallum)
De Hoeksteen is het gereformeerde kerkgebouw in Hallum in de Nederlandse provincie Friesland.

## Beschrijving
De zaalkerk uit 1912 is gebouwd naar plannen van architect Tjeerd Kuipers.De kerk met twee dwarsbeuken heeft een terzijde geplaatste toren met ingesnoerde spits. Het orgel uit 1926 is gemaakt door Bakker & Timmenga.